# 橋口弘次郎
橋口 弘次郎（はしぐち こうじろう、1945年10月5日 - ）は、日本の元調教師で、日本中央競馬会（JRA）栗東トレーニングセンターに所属していた。宮崎県北諸県郡三股町出身。宮崎県立都城泉ヶ丘高等学校、九州産業大学卒業。
大学卒業後の1969年より公営・佐賀競馬で騎手となり1年ほど騎乗、のちに中央競馬へ転じ調教師となった異色の経歴をもつ。1982年に厩舎開業。当時としては先進的な調教法であった坂路調教で頭角を現し、1990年にはJRA最多勝利調教師となる。1992年にGI競走を初制覇して以降、11頭のGI優勝馬を手がけ、地方競馬、日本国外成績との合算では通算1000勝を越える。
JRA騎手であった橋口満朗は実弟、JRA調教師の橋口慎介は長男。

## 来歴

### 生い立ち
1945年、宮崎県北諸県郡三股町に生まれる。実家はサラブレッドやアラブの生産・育成を手がけており、橋口も小学校中学年の時分から競馬会の広報誌『優駿』を小遣いで購読するなどしていた。一方で家族からは競馬社会に入ることを望まれず、都城泉ヶ丘高校を経て九州産業大学商学部へ進んだ。しかし大学在学中に中央競馬の小倉競馬場へはじめて赴いた際、見知った地方競馬とは全く異なる、整然とした美しい競馬場の様子に感銘を受けて騎手を志す。当初は大学中退も考えたが、両親から高額な私学の学費を出してもらったという義理から、大学には卒業まで籍を置いた。

### 地方騎手から中央競馬へ
当時23歳で中央競馬の騎手養成所には入れなかったことから、公営・佐賀競馬場で騎手見習いとなる。1年の下積みを経て騎手としてデビューしたが、減量に苦しんだうえ、調教で怪我も負い、1年ほどで騎手を断念。1971年3月より兄が厩務員を務めていた中央競馬へ移り、吉永猛厩舎の一員となった。なお、騎手としての腕は「いちばん下手」「左手でステッキも持てないぐらい」だったというが、「16くらい」の勝利も挙げたという。
吉永厩舎に移り半年後には調教助手資格を取得。厩務員兼調教助手として、金杯（西）の優勝馬ハクサンホマレを担当している。ハクサンホマレは重賞戦線で堅実に入着を続けつつ6（旧齢7）歳まで走り、後に橋口は調教師になるに当たり「ああいう頑丈な馬を育てたい」と考えたという。1977年には、関東へ所属を移した弟の満朗の代わりとして松井麻之助厩舎へ移籍。1980年、通算5度目の受験で調教師試験に合格した。開業を待つ間の1981年にフランスへ研修に赴き、シャンティー調教場のウッドチップコースで騎乗した際、路盤のクッションの良さに感銘を受けたという。

### 調教師時代
1982年に栗東トレーニングセンターで厩舎を開業。同年3月13日、管理馬ハクサンレンポーで初出走・初勝利を挙げた。3年目を迎えた1984年1月、カルストンダンサーで京都牝馬特別を制し、重賞初勝利を挙げる。当年20勝を挙げ、優秀調教師賞を初受賞した。
1985年、栗東トレーニングセンターにウッドチップを使用した坂路コースが設けられると、これを積極的に活用。当初のコースは距離が500メートル足らずと短かったことから一時的に使わなくなったが、のちに距離が延長されて再び利用をはじめ、1990年には年間45勝を挙げ全国リーディングトレーナー（最多勝利調教師）となり、JRA賞最多勝利調教師および優秀技術調教師を受賞。後に橋口はこの成績を振り返り「坂路のチップコースを使ったからリーディングが獲れた」と語っている。これ以降、橋口厩舎はランキング上位の常連となっていく。
1992年、管理馬レッツゴーターキンで天皇賞（秋）を制し、開業11年目でGI競走初制覇を果たす。これにより、同馬の生産者である日本最大の牧場・社台ファーム（社台グループ）からの信頼を勝ち取り、以後同場生産の良質馬が厩舎に入りはじめる。また、かつてはがっしりとした体型のスピード馬を好んでいたが、このころからより長距離で行われるクラシック競走、特に東京優駿（日本ダービー）を意識した馬選びをはじめた。1996年には社台ファーム生産のダンスインザダークを擁してクラシックに臨み、日本ダービーで1番人気の支持を集めたがクビ差の2着と惜敗、しかし同馬は秋にクラシック三冠最終戦の菊花賞に優勝し、橋口にクラシックタイトルをもたらした。
2003年にはザッツザプレンティで菊花賞を、2004年にはツルマルボーイで安田記念を制した。両馬はいずれもダンスインザダーク産駒であり、とくに後者は母・ツルマルガールも橋口の旧管理馬であった。生産者の浜本泰彰がかつて橋口と牧場を見て回った際、出生間もないダンスインザダークを橋口がしきりに褒めていたことに印象を残し、牧場に戻ったツルマルガールに種牡馬となったダンスインザダークを交配したという逸話がある。

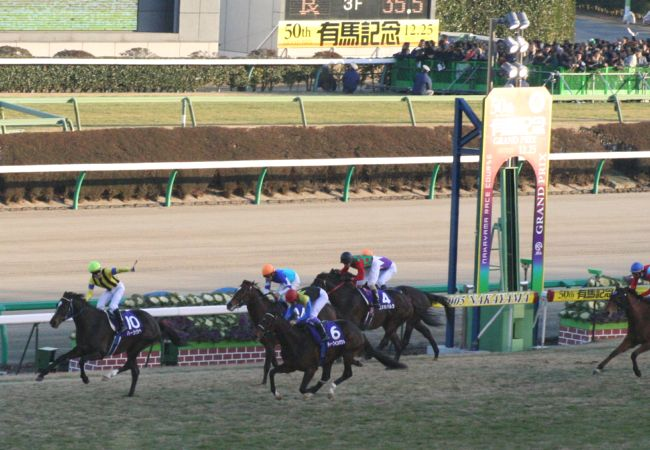
ディープインパクトを破ったハーツクライ（有馬記念）。

2005年末にはハーツクライでグランプリ競走・有馬記念を制覇。これは単勝1.3倍の1番人気に推されていた無敗のクラシック三冠馬・ディープインパクトに初黒星を与えるものであった。翌2006年にはハーツクライとダートGI競走3勝の実績をもつユートピアを擁してアラブ首長国連邦で行われるドバイワールドカップミーティングに臨み、前者がドバイシーマクラシック（G1）を、後者がゴドルフィンマイル（G2）を制する。ユートピアはこの勝利によってドバイ首長シェイク・モハメドに見初められ、モハメドが率いるゴドルフィンに売却され橋口の手を離れることになった。
またハーツクライは同年7月29日、欧州最高峰の競走のひとつであるキングジョージ6世&クイーンエリザベスステークスに出走。2頭の欧州勢と激しく競りあった末に3着という結果に終わったが、その内容は現地紙『レーシング・ポスト』に「3頭による鍔迫り合いは、グランディとバスティノが叩き合った75年以来となる、キングジョージ史上で最も人々の視線を釘付けにした戦いだった」と称えられた。その一方で橋口は「負けたことへの悔しさが半分、思うような状態へ持っていけなかった自分への怒りが半分」と強い悔悟の念を吐露している。その後、ハーツクライは競走能力に悪影響を及ぼす疾患である喘鳴症を発症。同年のジャパンカップ競走前に橋口からその事実が公表され、ハーツクライは同競走で10着と敗れたのち引退した。評論家の水上学は疾病を事前に公表した橋口について、馬券を買うファンに対する情報公開という観点から「ホースマンとしての英断」と評している。
その後、2008年にはスプリンターズステークスを制したスリープレスナイトがJRA賞最優秀短距離馬に、2009年には朝日杯フューチュリティステークスを制したローズキングダムが同最優秀2歳牡馬に選出される。ローズキングダムは翌2010年のクラシック戦線において惜敗を続けたものの、ジャパンカップにおいて1位入線馬ブエナビスタの降着という形で優勝を果たした。なお、同馬は曾祖母・ローザネイを起点とする通称「薔薇一族」からのGI初優勝馬である。橋口はローザネイの初仔ロゼカラー（ローズキングダムの祖母）にはじまり、一族のほとんどを手がけた。

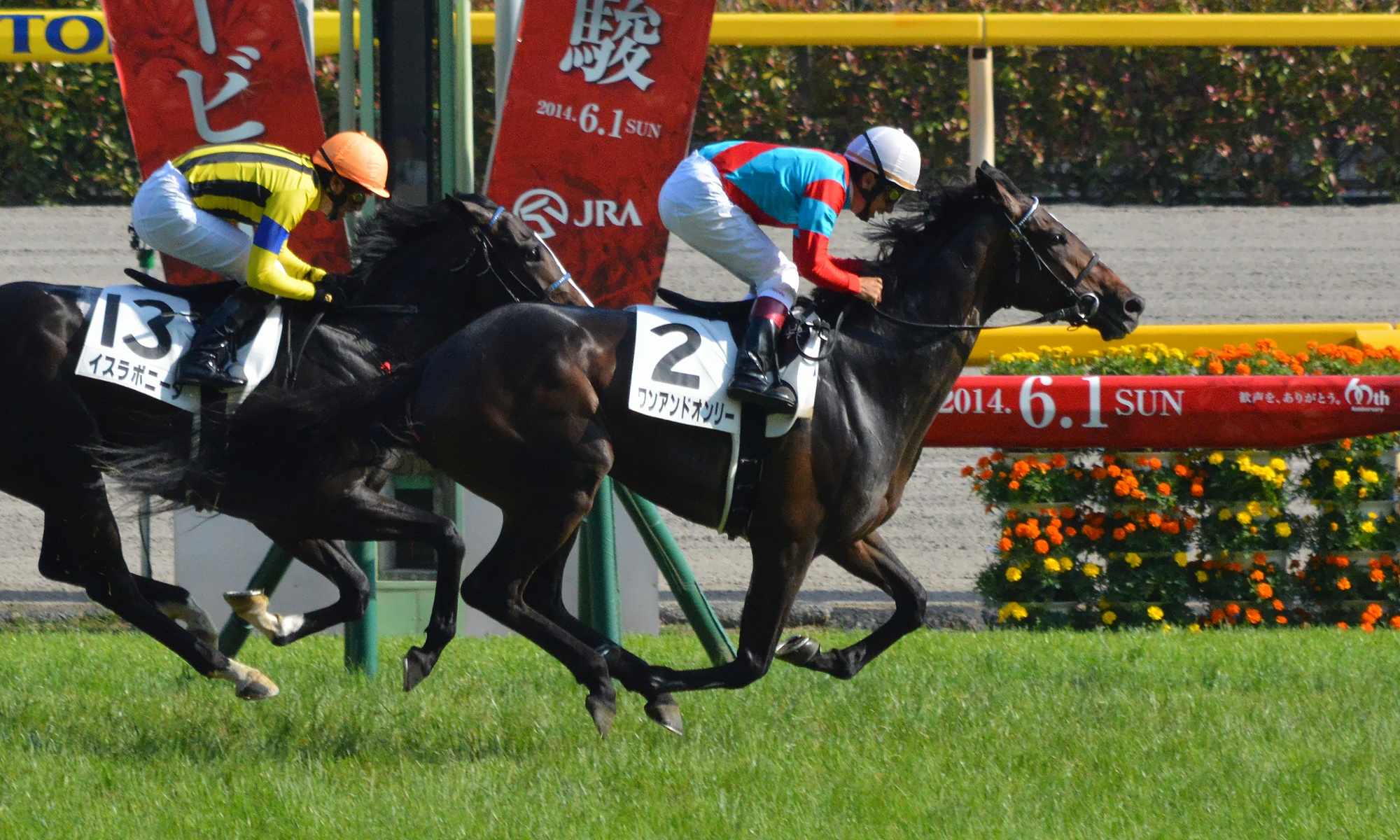
ワンアンドオンリー（日本ダービー）。父の雪辱を果たすと同時に、橋口にダービーのタイトルをもたらした。

国内外で数々の大競走を制した橋口であったが、ホースマンにとって最高の栄誉ともいわれる東京優駿（日本ダービー）は勝つことができていなかった。ダービーへは1990年にツルマルミマタオーを出走させて以来、ダンスインザダーク（1996年）、ハーツクライ（2004年）、リーチザクラウン（2009年）、ローズキングダム（2010年）と4度の2着を記録しており、橋口はダービーについて「シルバーコレクター」ともいわれていた。JRA調教師の定年70歳まで残り2年、ダービー出走機会は残り2回と迫った2014年、橋口はハーツクライ産駒・ワンアンドオンリーを擁してダービーに臨む。ダービーに懸ける橋口の姿は民放テレビ番組やNHKの朝のニュースなどでも取り上げられた。かつてハーツクライでダービーに臨んだ横山典弘を鞍上に迎えたワンアンドオンリーは3番人気の支持を受け、最後の直線で1番人気イスラボニータとの競り合いを制して優勝。通算20回目で悲願のダービー制覇を果たした橋口は、「地に足がつかない。気が抜けたようになってしまって……」と述べ、妻子に抱きつかれると涙ぐむ姿もみせた。表彰式においては、優勝調教師として橋口の名前がアナウンスされると観衆から大歓声があげられた。
2016年2月29日を以って定年のため調教師を引退した。生涯成績は8645戦991勝、重賞96勝（GI10勝）。

## 人物

### 騎手起用
1985年に八百長の嫌疑をかけられ騎乗停止処分となり、干される形となっていたベテラン・大崎昭一を積極的に起用したことで知られる。同県人というよしみがあり、また大崎を批判の多い関東から心機一転させて伸び伸びとやらせようとの配慮、そして腕も立つ大崎を起用したいとかねてより考えていた橋口は、1989年より厩舎所属馬の大半を大崎に委ね、1992年にはレッツゴーターキンでの天皇賞制覇に至らしめた。また、1994年頃に正式に栗東に移籍した大崎は、通算1000勝に近かったことから、橋口ら有志が「大崎に1000勝させる会」という会を作ったと伝えられたこともあったが、これは橋口が布施正と「大崎に1000勝をさせてやりたい」と話していたことが拡大解釈されて伝わったものであった。また、この時期には大崎の境遇を考慮した橋口厩舎のスタッフが、大崎の厩舎への所属を提案したこともあり、実際に検討されてはいたものの、この案は実現しなかった。
しかし橋口厩舎に新人の高橋亮が所属するようになってからは大崎の騎乗は減り、大崎自身も1998年に硬膜下血腫を発症したこともあり、1999年に通算970勝の成績で引退した。
また、2003年夏から眼病のため長期休養した上村洋行も復帰後から積極的に起用した。休養前の上村は低迷傾向にあったが、復帰後の2005年には橋口のほか新たな所属先となった藤原英昭厩舎の好調もあり42勝と成績を戻し、2008年には橋口厩舎のスリープレスナイトでスプリンターズステークスを制するに至った。これは上村にとって中央GI（JpnI）40戦目での初勝利であった。
地方競馬出身騎手も重用した。2003年に公営・笠松競馬から中央へ移籍した安藤勝己に、当初所属していた笠松競馬時代から注目し、中央移籍前から積極的に起用。ザッツザプレンティの菊花賞、ツルマルボーイの安田記念制覇は安藤の手綱による。さらに園田競馬出身の小牧太についても中央での騎乗時には様々に後援をし、2004年の中央移籍後は多くの管理馬を任せ、小牧が厩舎の主戦騎手となっていた。小牧によるGI制覇にはローズキングダムの朝日杯フューチュリティステークスがある。

### 郷土意識
愛郷意識が非常に強い人物である。管理下から日本ダービーに初出走したツルマルミマタオーは、同じ三股町出身である馬主の鶴田任男と「三股町を全国的に宣伝しよう」と相談して命名したという。また、翌1991年のダービーに出走したツルマルモチオーは都城市にある桜の名所・母智丘（もちお）からとられている。

### 泣きの橋口
管理馬が出走するレースの見通しについて慎重な態度を示すことで知られるが、弱気なときの方が結果が良いともいわれ「泣きの橋口」とも呼ばれた。一方、ハーツクライとユートピアで2競走を制した2006年のドバイミーティングにおいては、戦前に報道陣に対して「2回、ウイナーズサークルで会いましょう」と話し「有言実行」の例も残している。

## 成績
|                | 日付           | 競馬場・開催  | 競走名       | 馬名               | 頭数 | 人気 | 着順 |
| -------------- | -------------- | ------------- | ------------ | ------------------ | ---- | ---- | ---- |
| 初出走・初勝利 | 1982年3月13日  | 1回阪神5日2R  | 4歳未勝利    | ハクサンレンポー   | -    | -    | 1着  |
| 重賞初出走     | 1983年9月11日  | 4回阪神4日11R | サファイヤS  | カルストンダンサー | 13頭 | 12   | 13着 |
| 重賞初勝利     | 1984年1月29日  | 2回京都2日11R | 京都牝馬特別 | カルストンダンサー | 13頭 | 8    | 1着  |
| GI初出走       | 1984年11月18日 | 5回京都6日10R | マイルCS     | カルストンダンサー | 16頭 | 14   | 14着 |
| GI初勝利       | 1992年11月1日  | 4回東京8日10R | 天皇賞(秋)   | レッツゴーターキン | 18頭 | 11   | 1着  |

### 年度別成績
出典：日本中央競馬会公式サイト・調教師名鑑「橋口弘次郎」各ページ。記載のない情報には個別に出典を提示。
| 年     | 開催 | 勝利 | 出走  | 勝率  | 表彰                                                                          |
| ------ | ---- | ---- | ----- | ----- | ----------------------------------------------------------------------------- |
| 1982年 | 中央 | 6勝  | 89回  | .067  |                                                                               |
| 1982年 | 地方 | －   | －    | －    |                                                                               |
| 1982年 | 計   | 6勝  | 89回  | .67   |                                                                               |
| 1983年 | 中央 | 15勝 | 154回 | .097  |                                                                               |
| 1983年 | 地方 | －   | －    | －    |                                                                               |
| 1983年 | 計   | 15勝 | 154回 | .097  |                                                                               |
| 1984年 | 中央 | 20勝 | 153回 | .131  | 優秀調教師賞（関西）                                                          |
| 1984年 | 地方 | －   | －    | －    | 優秀調教師賞（関西）                                                          |
| 1984年 | 計   | 20勝 | 153回 | .131  | 優秀調教師賞（関西）                                                          |
| 1985年 | 中央 | 8勝  | 169回 | .047  |                                                                               |
| 1985年 | 地方 | －   | －    | －    |                                                                               |
| 1985年 | 計   | 8勝  | 169回 | .047  |                                                                               |
| 1986年 | 中央 | 12勝 | 158回 | .076  |                                                                               |
| 1986年 | 地方 | －   | －    | －    |                                                                               |
| 1986年 | 計   | 12勝 | 158回 | .076  |                                                                               |
| 1987年 | 中央 | 22勝 | 183回 | .120  | 優秀調教師賞（関西）                                                          |
| 1987年 | 地方 | －   | －    | －    | 優秀調教師賞（関西）                                                          |
| 1987年 | 計   | 22勝 | 183回 | .120  | 優秀調教師賞（関西）                                                          |
| 1988年 | 中央 | 22勝 | 228回 | .096  |                                                                               |
| 1988年 | 地方 | －   | －    | －    |                                                                               |
| 1988年 | 計   | 22勝 | 228回 | .096  |                                                                               |
| 1989年 | 中央 | 32勝 | 245回 | .131  | 優秀調教師賞（関西）                                                          |
| 1989年 | 地方 | －   | －    | －    | 優秀調教師賞（関西）                                                          |
| 1989年 | 計   | 32勝 | 245回 | .131  | 優秀調教師賞（関西）                                                          |
| 1990年 | 中央 | 45勝 | 229回 | .197  | JRA賞最多勝利調教師 JRA賞優秀技術調教師 優秀調教師賞（関西） 関西競馬記者会賞 |
| 1990年 | 地方 | －   | －    | －    | JRA賞最多勝利調教師 JRA賞優秀技術調教師 優秀調教師賞（関西） 関西競馬記者会賞 |
| 1990年 | 計   | 45勝 | 229回 | .197  | JRA賞最多勝利調教師 JRA賞優秀技術調教師 優秀調教師賞（関西） 関西競馬記者会賞 |
| 1991年 | 中央 | 43勝 | 275回 | .156  | 優秀調教師賞（関西）                                                          |
| 1991年 | 地方 | 0勝  | 1回   | .000  | 優秀調教師賞（関西）                                                          |
| 1991年 | 計   | 43勝 | 276回 | .156  | 優秀調教師賞（関西）                                                          |
| 1992年 | 中央 | 38勝 | 264回 | .144  | 優秀調教師賞（関西） 中京競馬記者クラブ賞                                     |
| 1992年 | 地方 | －   | －    | －    | 優秀調教師賞（関西） 中京競馬記者クラブ賞                                     |
| 1992年 | 計   | 38勝 | 264回 | .144  | 優秀調教師賞（関西） 中京競馬記者クラブ賞                                     |
| 1993年 | 中央 | 27勝 | 255回 | .106  |                                                                               |
| 1993年 | 地方 | －   | －    | －    |                                                                               |
| 1993年 | 計   | 27勝 | 255回 | .106  |                                                                               |
| 1994年 | 中央 | 35勝 | 232回 | .151  | 優秀調教師賞（関西）                                                          |
| 1994年 | 地方 | －   | －    | －    | 優秀調教師賞（関西）                                                          |
| 1994年 | 計   | 35勝 | 232回 | .151  | 優秀調教師賞（関西）                                                          |
| 1995年 | 中央 | 34勝 | 257回 | .132  |                                                                               |
| 1995年 | 地方 | －   | －    | －    |                                                                               |
| 1995年 | 計   | 34勝 | 257回 | .132  |                                                                               |
| 1996年 | 中央 | 30勝 | 241回 | .124  |                                                                               |
| 1996年 | 地方 | 0勝  | 3回   |       |                                                                               |
| 1996年 | 計   | 30勝 | 244回 | .123  |                                                                               |
| 1997年 | 中央 | 25勝 | 247回 | .101  |                                                                               |
| 1997年 | 地方 | 0勝  | 2回   |       |                                                                               |
| 1997年 | 計   | 25勝 | 249回 | .100  |                                                                               |
| 1998年 | 中央 | 31勝 | 243回 | .128  |                                                                               |
| 1998年 | 地方 | 2勝  | 2回   | 1.000 |                                                                               |
| 1998年 | 計   | 33勝 | 245回 | .135  |                                                                               |
| 1999年 | 中央 | 37勝 | 244回 | .152  | 優秀調教師賞（関西）                                                          |
| 1999年 | 地方 | －   | －    | －    | 優秀調教師賞（関西）                                                          |
| 1999年 | 計   | 37勝 | 244回 | .152  | 優秀調教師賞（関西）                                                          |
| 2000年 | 中央 | 28勝 | 265回 | .106  |                                                                               |
| 2000年 | 地方 | －   | －    | －    |                                                                               |
| 2000年 | 計   | 28勝 | 265回 | .106  |                                                                               |
| 2001年 | 中央 | 31勝 | 249回 | .125  |                                                                               |
| 2001年 | 地方 | 0勝  | 2回   | .000  |                                                                               |
| 2001年 | 計   | 31勝 | 251回 | .124  |                                                                               |
| 2002年 | 中央 | 42勝 | 285回 | .147  | 優秀調教師賞（関西） 中京競馬記者クラブ賞                                     |
| 2002年 | 地方 | 2勝  | 12回  | .167  | 優秀調教師賞（関西） 中京競馬記者クラブ賞                                     |
| 2002年 | 計   | 44勝 | 297回 | .148  | 優秀調教師賞（関西） 中京競馬記者クラブ賞                                     |
| 2003年 | 中央 | 31勝 | 246回 | .126  | 優秀調教師賞（関西）                                                          |
| 2003年 | 地方 | 2勝  | 14回  | .143  | 優秀調教師賞（関西）                                                          |
| 2003年 | 計   | 33勝 | 260回 | .127  | 優秀調教師賞（関西）                                                          |
| 2004年 | 中央 | 35勝 | 285回 | .123  |                                                                               |
| 2004年 | 地方 | 1勝  | 5回   | .200  |                                                                               |
| 2004年 | 計   | 36勝 | 290回 | .124  |                                                                               |
| 2005年 | 中央 | 33勝 | 298回 | .111  | 優秀調教師賞（関西）                                                          |
| 2005年 | 地方 | 1勝  | 13回  | .077  | 優秀調教師賞（関西）                                                          |
| 2005年 | 計   | 34勝 | 311回 | .109  | 優秀調教師賞（関西）                                                          |
| 2006年 | 中央 | 31勝 | 333回 | .093  |                                                                               |
| 2006年 | 地方 | 0勝  | 5回   | .000  |                                                                               |
| 2006年 | 国外 | 2勝  | 3回   | .667  |                                                                               |
| 2006年 | 計   | 33勝 | 341回 | .097  |                                                                               |
| 2007年 | 中央 | 37勝 | 331回 | .112  |                                                                               |
| 2007年 | 地方 | 2勝  | 4回   | .500  |                                                                               |
| 2007年 | 国外 | －   | －    | －    |                                                                               |
| 2007年 | 計   | 39勝 | 335回 | .116  |                                                                               |
| 2008年 | 中央 | 31勝 | 309回 | .100  |                                                                               |
| 2008年 | 地方 | 1勝  | 2回   | .500  |                                                                               |
| 2008年 | 国外 | －   | －    | －    |                                                                               |
| 2008年 | 計   | 32勝 | 311回 | .103  |                                                                               |
| 2009年 | 中央 | 39勝 | 299回 | .114  |                                                                               |
| 2009年 | 地方 | 1勝  | 7回   | .143  |                                                                               |
| 2009年 | 国外 | －   | －    | －    |                                                                               |
| 2009年 | 計   | 40勝 | 306回 | .114  |                                                                               |
| 2010年 | 中央 | 32勝 | 299回 | .107  |                                                                               |
| 2010年 | 地方 | 0勝  | 1回   | .000  |                                                                               |
| 2010年 | 国外 | －   | －    | －    |                                                                               |
| 2010年 | 計   | 32勝 | 300回 | .107  |                                                                               |
| 2011年 | 中央 | 30勝 | 304回 | .099  |                                                                               |
| 2011年 | 地方 | 0勝  | 2回   | .000  |                                                                               |
| 2011年 | 国外 | －   | －    | －    |                                                                               |
| 2011年 | 計   | 30勝 | 305回 | .098  |                                                                               |
| 2012年 | 中央 | 24勝 | 303回 | .077  |                                                                               |
| 2012年 | 地方 | －   | －    | －    |                                                                               |
| 2012年 | 国外 | －   | －    | －    |                                                                               |
| 2012年 | 計   | 24勝 | 303回 | .077  |                                                                               |
| 2013年 | 中央 | 27勝 | 318回 | .085  |                                                                               |
| 2013年 | 地方 | 0勝  | 2回   | .000  |                                                                               |
| 2013年 | 国外 | －   | －    | －    |                                                                               |
| 2013年 | 計   | 27勝 | 320回 | .084  |                                                                               |
| 2014年 | 中央 | 34勝 | 298回 | .114  |                                                                               |
| 2014年 | 地方 | 1勝  | 6回   | .167  |                                                                               |
| 2014年 | 国外 | －   | －    | －    |                                                                               |
| 2014年 | 計   | 35勝 | 304回 | .115  |                                                                               |
| 2015年 | 中央 | 29勝 | 301回 | .096  |                                                                               |
| 2015年 | 地方 | 0勝  | 2回   | .000  |                                                                               |
| 2015年 | 国外 | 0勝  | 1回   | .000  |                                                                               |
| 2015年 | 計   | 29勝 | 304回 | .095  |                                                                               |

## 主な管理馬

### GI・JpnI競走優勝馬
- レッツゴーターキン（1991年小倉大賞典、中京記念 1992年天皇賞・秋）
- ダンスインザダーク（1996年弥生賞、京都新聞杯、菊花賞）
- ツルマルボーイ（2002年中京記念、金鯱賞 2004年安田記念）
- ユートピア（2002年全日本2歳優駿[29] 2003年ユニコーンステークス、ダービーグランプリ[30]、2004・2005年マイルチャンピオンシップ南部杯[31][32] 2006年ゴドルフィンマイル[33]）
- ザッツザプレンティ（2002年ラジオたんぱ杯2歳ステークス 2003年菊花賞）
- ハーツクライ（2004年京都新聞杯 2005年有馬記念 2006年ドバイシーマクラシック[33]）
- ロジック（2006年NHKマイルカップ）
- スリープレスナイト（2008年CBC賞、北九州記念、スプリンターズステークス）
- ローズキングダム（2009年東京スポーツ杯2歳ステークス、朝日杯フューチュリティステークス 2010年神戸新聞杯、ジャパンカップ 2011年京都大賞典）
- ワンアンドオンリー（2013年ラジオNIKKEI杯2歳ステークス 2014年東京優駿、神戸新聞杯）

### その他重賞競走優勝馬
- カルストンダンサー（1984年京都牝馬特別）
- サンキンハヤテ（1986年小倉3歳ステークス 1988年阪急杯、セントウルステークス）
- セントシーザー（1987年阪急杯、CBC賞）
- クリバロン（1990年京都大障害・秋）
- ミスタースペイン（1992年京阪杯、高松宮杯）
- ゴールドストリート（1993年阪神障害ステークス・秋）
- イブキファイブワン（1994年北九州記念）
- ツルマルガール（1994年朝日チャレンジカップ）
- イブキニュースター（1995年フラワーカップ）
- ダイタクテイオー（1995年毎日杯）
- ロゼカラー（1995年デイリー杯3歳ステークス）
- イブキパーシヴ（1996年クイーンカップ）
- ツルマルガイセン（1998年中日新聞杯、カブトヤマ記念）
- ロサード（1998年新潟3歳ステークス 1999年京阪杯 2001年小倉記念 2002年オールカマー 2003年小倉記念）
- コウエイロマン（1998年小倉3歳ステークス）
- ダイタクリーヴァ（2000年シンザン記念、スプリングステークス、鳴尾記念 2001・2002年京都金杯）
- ローズバド（2001年フィリーズレビュー 2003年マーメイドステークス）
- キタサンチャンネル（2001年ニュージーランドトロフィー）
- イブキガバメント（2001年朝日チャレンジカップ 2002年鳴尾記念）
- ダイタクバートラム（2003年阪神大賞典 2004年北九州記念、ステイヤーズステークス）
- ヴィータローザ（2003年ラジオたんぱ賞、セントライト記念 2006年中山金杯）
- テンシノキセキ（2000年フェアリーステークス、2003年セントウルステークス）
- ゴールデンキャスト（2004・2005年セントウルステークス）
- ペールギュント（2004年デイリー杯2歳ステークス 2005年シンザン記念）
- ローゼンクロイツ（2005年毎日杯 2007年中京記念、金鯱賞）
- オディール（2007年ファンタジーステークス）
- ダノンゴーゴー（2008年ファルコンステークス）
- カノヤザクラ（2008年アイビスサマーダッシュ、セントウルステークス 2009年アイビスサマーダッシュ）
- リーチザクラウン（2009年きさらぎ賞 2010年マイラーズカップ）
- アイアンルック（2009年毎日杯）
- リディル（2009年デイリー杯2歳ステークス 2011年スワンステークス）
- クラレント（2011年デイリー杯2歳ステークス 2012年富士ステークス 2013年東京新聞杯、エプソムカップ 2014年関屋記念、京王杯オータムハンデキャップ）
- ナイスミーチュー（2012年シリウスステークス 2014年マーキュリーカップ[34]）
- ツルマルレオン（2013年北九州記念）
- レッドアリオン（2015年マイラーズカップ、関屋記念）
- シュウジ（2015年小倉2歳ステークス）

## 門下
- 石坂正[35]
- 高橋亮[35]